# 太和站 (眉山)
太和站是一个成昆线上的铁路车站，位于四川省眉山市东坡区太和镇，目前为四等站，邮政编码为620039。车站目前不办理客运业务，货运仅办理专用线运输。
车站建于1964年，为原彭山站北迁后新增的会让站，于1965年通车:3。车站在复线化前设有3条到发线、1条货物线。复线化后设有4条股道（含2条正线），1条货物线，1条通往中石油眉山销售分公司太和油库的专用线。